# Hendrik Pappenheim
Hendrik „Dick” Pappenheim (ur. 23 czerwca 1929 w Amsterdamie, zm. 12 sierpnia 2016) – holenderski narciarz alpejski, uczestnik Zimowych Igrzysk Olimpijskich 1952 w Oslo.
Pappenheim wziął udział w trzech konkurencjach alpejskich podczas zimowych igrzysk olimpijskich w 1952 roku – w zjeździe, slalomie gigancie i slalomie. Najwyższe, 45. miejsce zajął w zjeździe. We wszystkich trzech konkurencjach startował także jego starszy brat – Peter Pappenheim.

## Osiągnięcia

### Igrzyska olimpijskie
| Rok i miejsce | Konkurencja   | Wynik  | Miejsce | Strata | Zwycięzca        | Źródło |
| ------------- | ------------- | ------ | ------- | ------ | ---------------- | ------ |
| 1952, Oslo    | zjazd         | 2:00,0 | 45.     | 29,2   | Zeno Colò        | [ 4 ]  |
| 1952, Oslo    | slalom gigant | 2:57,6 | 52.     | 42,6   | Stein Eriksen    | [ 5 ]  |
| 1952, Oslo    | slalom        | 1:29,1 | 74.     | 30,9   | Othmar Schneider | [ 6 ]  |